# الحديقة والمنزل (مجلة)
مجلة الحديقة والمنزل هي مجلة مصرية أسبوعية صدر العدد الأول منها في  مارس 1938م، صاحبها وناشرها ورئيس تحريرها عباس السيد حسين، شعارها: «مجلة الحديقة والمنزل، زراعية، أدبية، اجتماعية» وهي مجلة موجهة لأطفال المدارس أيضاً. القطع 29×22 سم، لا يوجد للمجلة فهرس لكنها تعتمد اعتماداً ملحوظاً على القصص القصيرة المترجمة.
تنشر المجلة رسوماً لميكي ماوس وأقرانه وتعتمد على رسوم عالمية وصفحات كرتونية يبلغ عددها 4 صفحات ملونة من بين 42 صفحة أبيض وأسود، جاء في العدد الثاني عشر أن مجلة الحديقة والمنزل صديقة كل أديب، صدرت لتسد الفراغ التي كانت تشعر به الأوساط العائلية فقد عنيت بدراسة فلاحة البساتين والتدبير المنزلي بطريقة سهلة مستساغة على حل تعبيرها. تتضمن المجلة صفحات للتسالي والمعلومات والطرائف، وتنشر مساهمات القراء وومسابقات في الرسم والتلوين. تعتمد المجلة على نشر إعلانات في جميع صفحاتها، وثمن نسخة منها قرش صاغ.

## الأبواب
- مدرسة الاجتماع
- الوقاية خير من العلاج
- عظات والد لولده
- يحكى أن
- إشغال الأطفال
- مجلة الفن والثقافة
- الزهور
- صفحة التسلية
- صنع لعب الأطفال في المنزل
- من كل بستان زهرة
- نادي النشء: مخصص للبنات
- صوت النشء: مخصص للفتية
- مسابقة الأطفال

## فريق العمل
من كتاب المجلة إسماعيل كامل وإسماعيل توفيق وحافظ حسين عامر ولا توجد أي إشارة لأي رسام.